# Yugo (automerk)

Logo van Yugo

Yugo was een Joegoslavisch en later Servisch automerk. Het merk Yugo bestond officieel pas sinds 1987 maar de naam Yugo was als modelnaam van het merk Zastava al langer in gebruik.

## Modellen
In het voorjaar van 1980 werd de Zastava Yugo gepresenteerd als opvolger van de Zastava 750. Zastava produceerde de auto aanvankelijk in twee versies, de Yugo 45 en Yugo 55. Beide werden aangedreven door Fiat-motoren.
De modelnaam Yugo raakte zo ingeburgerd dat het later de officiële merknaam werd. De auto's heetten vanaf 1988 in Nederland Yugo 45, 55 en 65. In andere landen werd de auto verkocht als Yugo Koral, in Italië als Innocenti Koral. In 1992 deden verscherpte milieu-eisen de Yugo's 45 en 55 vervallen, de Yugo 65 EFI werd voorzien van elektronische brandstofinjectie. Daardoor waren de motoren schoner en bleef de auto geschikt voor export, onder andere naar Amerika. In Amerika kreeg het model sinds 1985 snel populariteit door zijn lage aanschafprijs. Die populariteit ging snel verloren toen bleek dat de kwaliteit minder was dan men gewend was, maar het leverde de Yugo wel een prominente rol op in de film Drowning Mona. In 1987 werd een cabriolet-versie van de 65 gepresenteerd.
Op dat moment liep ook de Yugo Skala (in feite een doorontwikkeling van de Zastava 101/Fiat 128) nog van de band, maar vrijwel uitsluitend voor de binnenlandse markt. Zastava ontwikkelde van dat model zelfs een pick-up-variant maar de auto begon uit de tijd te raken. In 1987 werd daarom de Yugo Florida gepresenteerd. In Nederland werd de auto aangeboden als Sana omdat de naam Florida reeds door Nissan geclaimd was. De auto was ontworpen door Giorgetto Giugiaro en gelijkend op de Fiat Tipo, maar stond op een compleet nieuw platform. Vanaf 1988 ging het model in de verkoop, door het uitbreken van de Balkanoorlog evenaarde hij niet het succes van de kleinere Yugo-modellen.
In perioden van vrede bouwde Zastava ca. 160.000 auto's per jaar maar dat aantal liep al gauw terug.

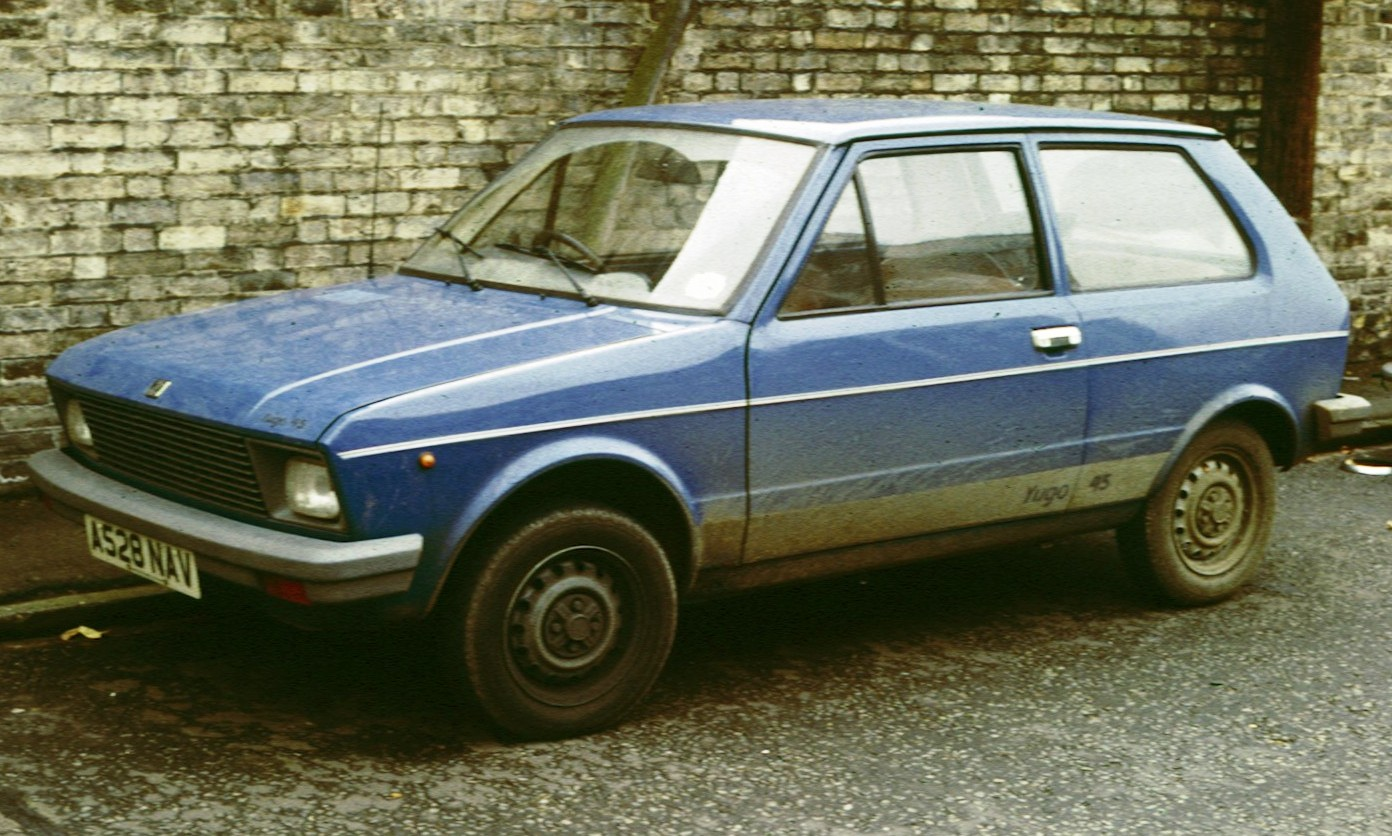
Zastava Yugo 45
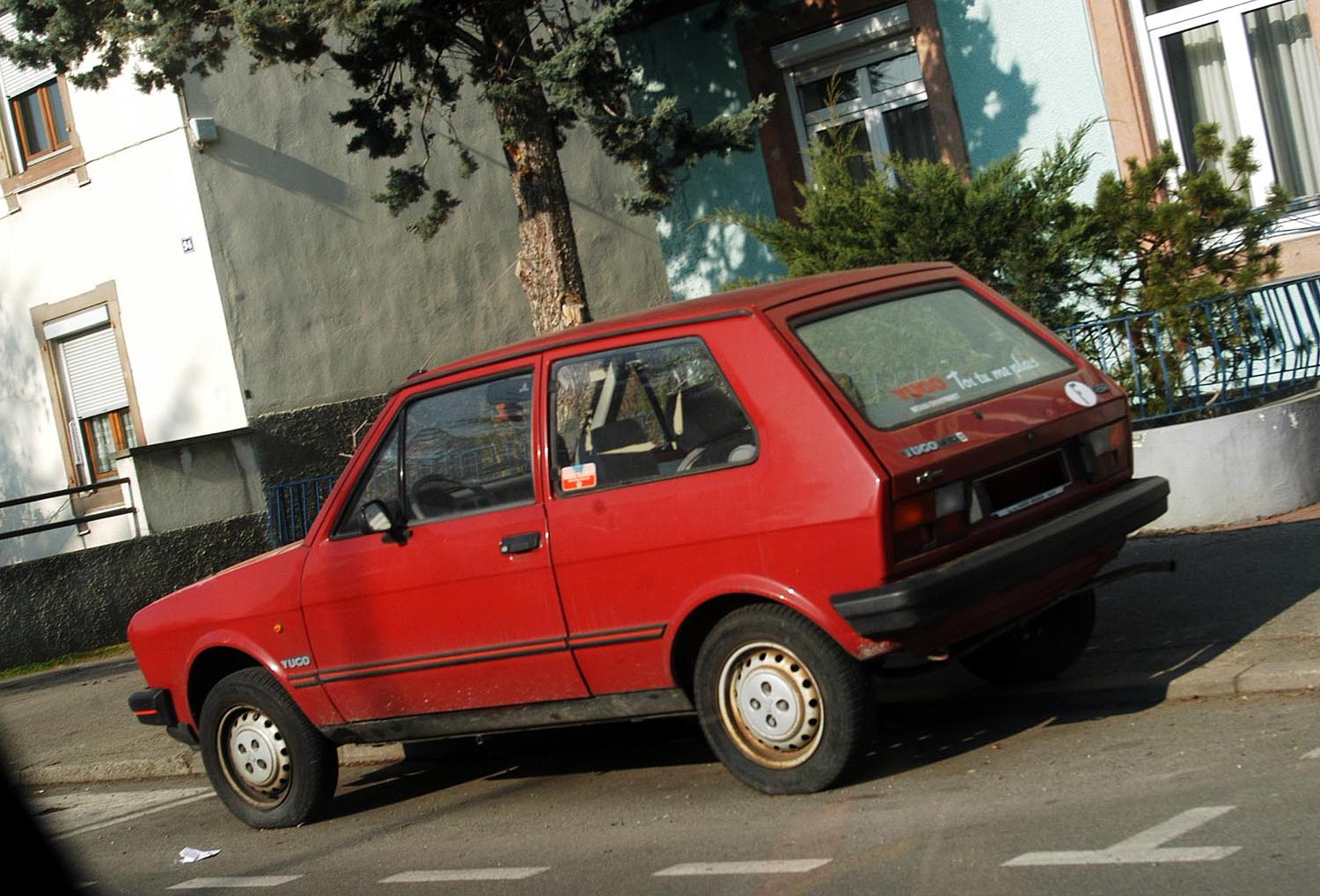
Yugo 45
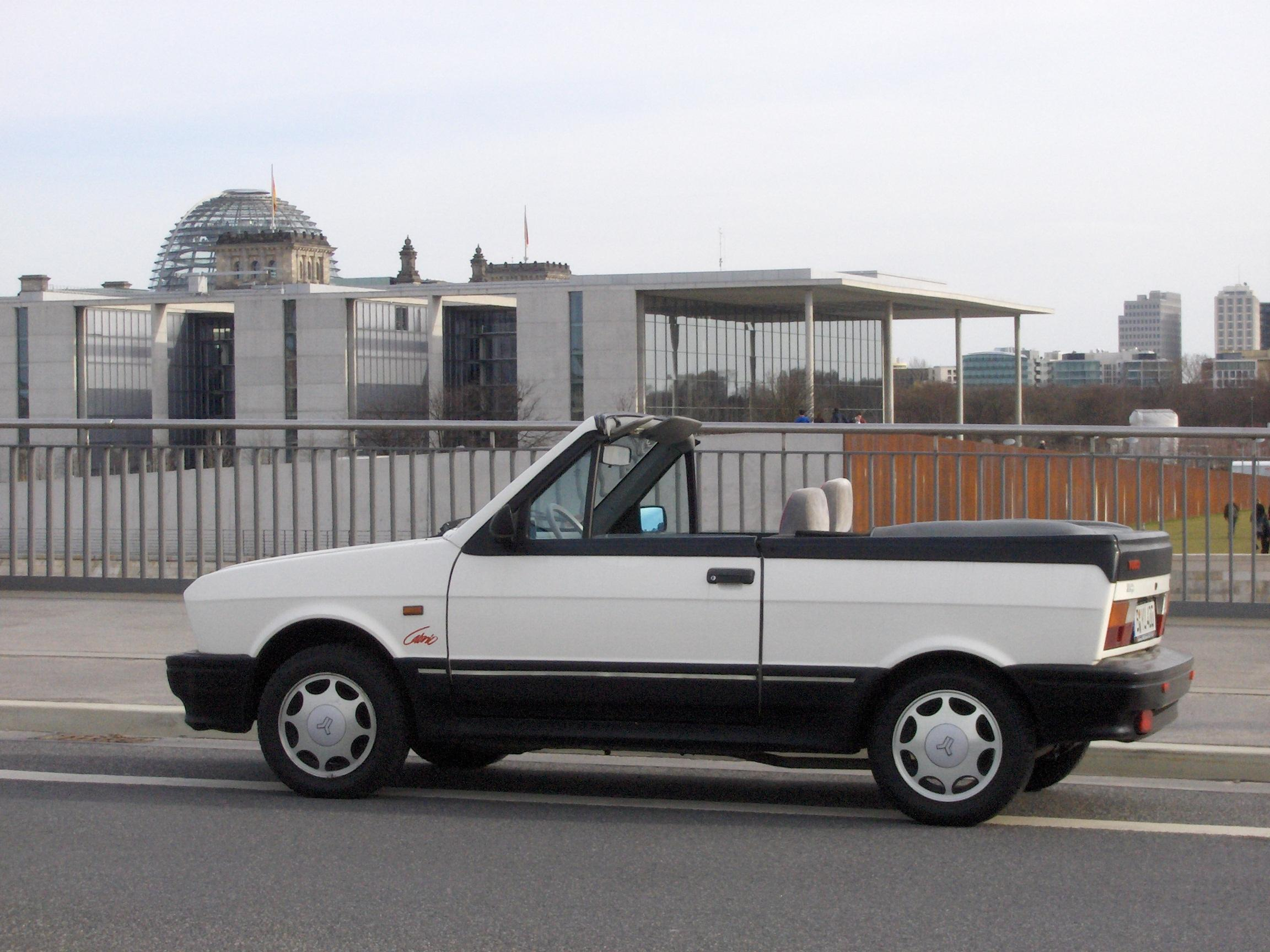
Yugo Cabrio
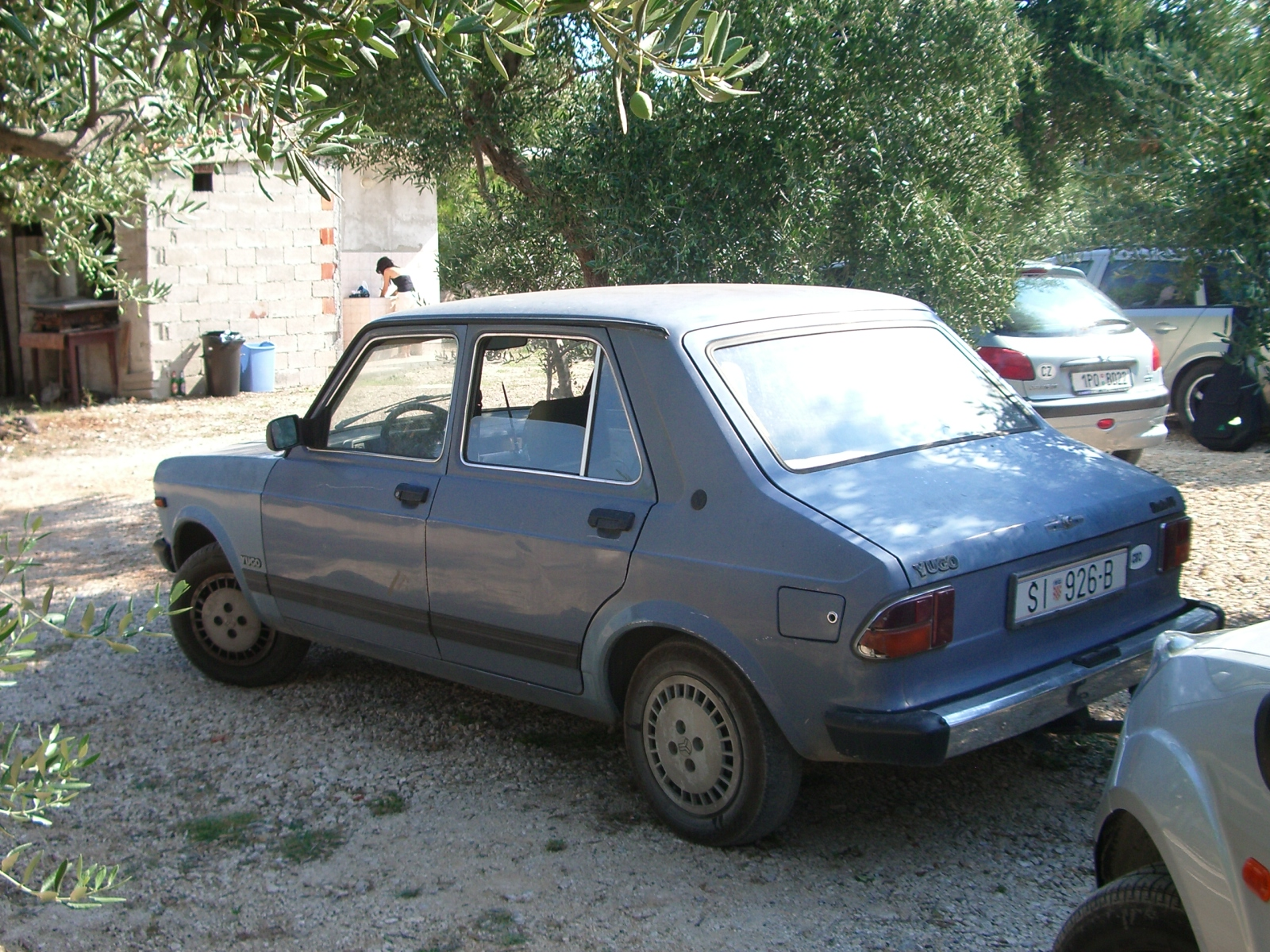
Yugo Skala
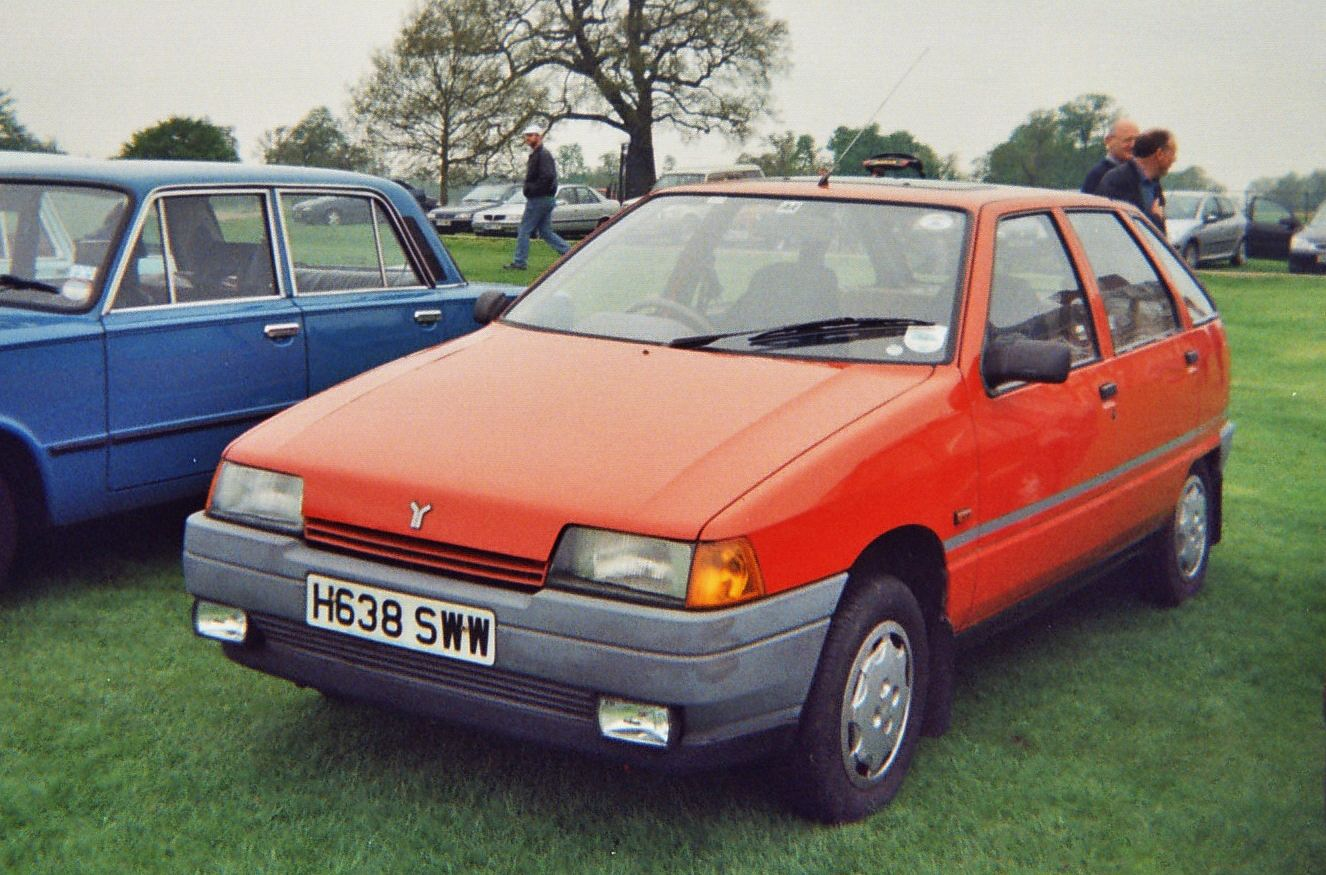
Yugo Sana

## In Nederland
De import van Zastava in Nederland werd aanvankelijk verzorgd door Gremi Auto-import in Groningen, dezelfde organisatie die destijds ook Lada importeerde. De combinatie van de twee merken bleek echter niet zo goed te werken en de import werd in 1986 gestaakt.
In 1988 werd Yugo Nederland BV, gevestigd in Doesburg, opgericht om het merk naar Nederland te halen. In 1991 werden circa 125 Yugo's in Nederland verkocht.
Sinds de EG in 1992 een boycot uitriep van alle Servische goederen, mochten geen Yugo's meer ingevoerd worden. De Yugofabriek bevond zich in Kragujevac, in het Servische deel van het voormalige Joegoslavië. Hoewel de fabriek nog steeds auto's produceerde, mochten die niet aan EG-landen verkocht worden zolang de Serviërs zich agressief opstelden.
Volgens een woordvoerder van Yugo Nederland BV begon na een trage start de verkoop van de Yugo's net lekker te lopen toen de burgeroorlog in Joegoslavië uitbrak. Er was net een dealernetwerk gevestigd en een redelijke naamsbekendheid opgebouwd. Dat was allemaal voor niets. Vanaf juli 1992 mocht er geen enkele auto meer besteld worden. Op overtreding van de boycot stond een boete van een miljoen gulden. De boycot betekende een enorme strop voor het Doesburgse bedrijf.

## Herstart

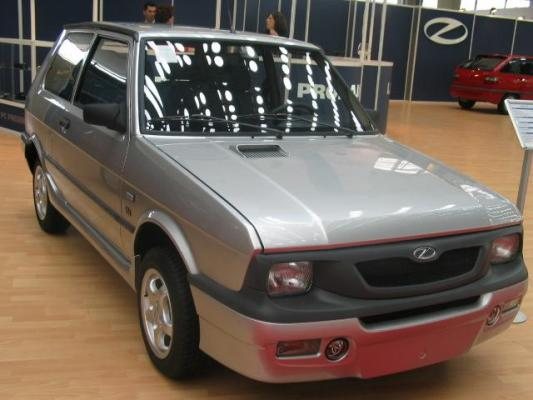
Zastava Koral In

In 1999 werd de Zastava-fabriek door de NAVO gebombardeerd. Tot op de dag van vandaag is de reden voor dit bombardement nooit opgegeven. Na de oorlog werd er niet meer geëxporteerd, maar voor eigen markt nog wel geproduceerd. De merknaam Yugo werd vervangen door Zastava. De Serviërs gingen door met de productie van de bestaande modellen en in 2000 werd een gemoderniseerde Florida gepresenteerd, de Florida In. De Koral kreeg eveneens een facelift en ging verder als Koral In. Ook stond de Skala nog altijd op het programma.

## Einde als zelfstandige autofabrikant
In 2005 werd bekendgemaakt dat de Fiat Punto (model II facelift) als Zastava 10 op de markt gebracht zou worden. In 2008 werd de productie van auto's onder de merknaam Zastava gestaakt. De Yugo/Koral werd op dat moment al niet meer gebouwd. De Florida en de Zastava 10 werden tot begin november 2008 gebouwd, en op 20 november 2008 liep het laatste exemplaar van de Skala van de band. De vierdeurs uitvoering van de Skala is nog wel een tijd geassembleerd bij Nasr in Egypte.
Sinds 2008 lopen in de fabriek Fiat-modellen van de band, niet meer als Zastava maar met het Fiat-label.
Cimos · IMV · Litostroj · Pretis · TAS · Tomos · Yugo · Zastava